# Campeonato Mundial de Halterofilismo de 1981
O Campeonato Mundial de Halterofilismo de 1981 foi a 55ª edição do campeonato organizado pela Federação Internacional de Halterofilismo (FIH) em Lille, na França entre 13 a 20 de setembro de 1981. Foram disputadas dez categorias com a presença de 194 halterofilistas de 35 nacionalidades. Essa edição foi realizada em conjunto com o Campeonato Europeu de Halterofilismo de 1981.

## Medalhistas
| Evento    | Ouro                                  | Ouro     | Prata                               | Prata    | Bronze                                      | Bronze   |
| 52 kg     | 52 kg                                 | 52 kg    | 52 kg                               | 52 kg    | 52 kg                                       | 52 kg    |
| --------- | ------------------------------------- | -------- | ----------------------------------- | -------- | ------------------------------------------- | -------- |
| Arranque  | Kanybek Osmonaliyev · União Soviética | 110,0 kg | Jacek Gutowski · Polónia            | 110,0 kg | Kazushito Manabe · Japão                    | 107,5 kg |
| Arremesso | Kanybek Osmonaliyev · União Soviética | 137,5 kg | Ho Bong-chol · Coreia do Norte      | 132,5 kg | Kazushito Manabe · Japão                    | 132,5 kg |
| Total     | Kanybek Osmonaliyev · União Soviética | 247,5 kg | Jacek Gutowski · Polónia            | 240,0 kg | Kazushito Manabe · Japão                    | 240,0 kg |
| 56 kg     |                                       |          |                                     |          |                                             |          |
| Arranque  | Andreas Letz · Alemanha Oriental      | 120,0 kg | Anton Kodzhabashev · Bulgária       | 117,5 kg | Nikolay Zakharov · União Soviética          | 117,5 kg |
| Arremesso | Anton Kodzhabashev · Bulgária         | 155,0 kg | Andreas Letz · Alemanha Oriental    | 152,5 kg | Nikolay Zakharov · União Soviética          | 147,5 kg |
| Total     | Anton Kodzhabashev · Bulgária         | 272,5 kg | Andreas Letz · Alemanha Oriental    | 272,5 kg | Nikolay Zakharov · União Soviética          | 265,0 kg |
| 60 kg     |                                       |          |                                     |          |                                             |          |
| Arranque  | Daniel Núñez · Cuba                   | 135,0 kg | Beloslav Manolov · Bulgária         | 132,5 kg | Yurik Sarkisyan · União Soviética           | 130,0 kg |
| Arremesso | Beloslav Manolov · Bulgária           | 170,0 kg | Daniel Núñez · Cuba                 | 167,5 kg | Yurik Sarkisyan · União Soviética           | 165,0 kg |
| Total     | Beloslav Manolov · Bulgária           | 302,5 kg | Daniel Núñez · Cuba                 | 302,5 kg | Yurik Sarkisyan · União Soviética           | 295,0 kg |
| 67,5 kg   |                                       |          |                                     |          |                                             |          |
| Arranque  | Daniel Senet · França                 | 150,0 kg | Joachim Kunz · Alemanha Oriental    | 150,0 kg | Mincho Pashov · Bulgária                    | 147,5 kg |
| Arremesso | Joachim Kunz · Alemanha Oriental      | 190,0 kg | Mincho Pashov · Bulgária            | 182,5 kg | Karl-Heinz Radschinsky · Alemanha Ocidental | 175,0 kg |
| Total     | Joachim Kunz · Alemanha Oriental      | 340,0 kg | Mincho Pashov · Bulgária            | 330,0 kg | Daniel Senet · França                       | 320,0 kg |
| 75 kg     |                                       |          |                                     |          |                                             |          |
| Arranque  | Yanko Rusev · Bulgária                | 157,5 kg | Aleksandr Pervy · União Soviética   | 155,0 kg | Julio Echenique · Cuba                      | 152,5 kg |
| Arremesso | Yanko Rusev · Bulgária                | 202,5 kg | Aleksandr Pervy · União Soviética   | 202,5 kg | Hermann Kubenka · Alemanha Oriental         | 190,0 kg |
| Total     | Yanko Rusev · Bulgária                | 360,0 kg | Aleksandr Pervy · União Soviética   | 357,5 kg | Julio Echenique · Cuba                      | 340,0 kg |
| 82,5 kg   |                                       |          |                                     |          |                                             |          |
| Arranque  | Yurik Vardanyan · União Soviética     | 170,0 kg | Asen Zlatev · Bulgária              | 170,0 kg | Janusz Alchimowicz · Polónia                | 160,0 kg |
| Arremesso | Yurik Vardanyan · União Soviética     | 222,5 kg | Dušan Poliačik · Tchecoslováquia    | 210,0 kg | Asen Zlatev · Bulgária                      | 202,5 kg |
| Total     | Yurik Vardanyan · União Soviética     | 392,5 kg | Asen Zlatev · Bulgária              | 372,5 kg | Dušan Poliačik · Tchecoslováquia            | 367,5 kg |
| 90 kg     |                                       |          |                                     |          |                                             |          |
| Arranque  | Blagoy Blagoev · Bulgária             | 185,0 kg | Yury Zakharevich · União Soviética  | 180,0 kg | Andrzej Piotrowski · Polónia                | 167,5 kg |
| Arremesso | Blagoy Blagoev · Bulgária             | 220,0 kg | Yury Zakharevich · União Soviética  | 217,5 kg | Lubomir Usherov · Bulgária                  | 212,5 kg |
| Total     | Blagoy Blagoev · Bulgária             | 405,0 kg | Yury Zakharevich · União Soviética  | 397,5 kg | Lubomir Usherov · Bulgária                  | 380,0 kg |
| 100 kg    |                                       |          |                                     |          |                                             |          |
| Arranque  | Viktor Sots · União Soviética         | 182,5 kg | András Hlavati · Hungria            | 177,5 kg | Bruno Matykiewicz · Tchecoslováquia         | 175,0 kg |
| Arremesso | Viktor Sots · União Soviética         | 225,0 kg | Veselin Osikovski · Bulgária        | 217,5 kg | Bruno Matykiewicz · Tchecoslováquia         | 217,5 kg |
| Total     | Viktor Sots · União Soviética         | 407,5 kg | Bruno Matykiewicz · Tchecoslováquia | 392,5 kg | Veselin Osikovski · Bulgária                | 387,5 kg |
| 110 kg    |                                       |          |                                     |          |                                             |          |
| Arranque  | Vyacheslav Klokov · União Soviética   | 185,0 kg | Valery Kravchuk · União Soviética   | 180,0 kg | Plamen Asparukhov · Bulgária                | 180,0 kg |
| Arremesso | Valery Kravchuk · União Soviética     | 235,0 kg | Anton Baraniak · Tchecoslováquia    | 227,5 kg | Plamen Asparukhov · Bulgária                | 225,0 kg |
| Total     | Valery Kravchuk · União Soviética     | 415,0 kg | Vyacheslav Klokov · União Soviética | 410,0 kg | Plamen Asparukhov · Bulgária                | 405,0 kg |
| +110 kg   |                                       |          |                                     |          |                                             |          |
| Arranque  | Anatoly Pisarenko · União Soviética   | 187,5 kg | Rudolf Strejček · Tchecoslováquia   | 187,5 kg | Antonio Krastev · Bulgária                  | 185,0 kg |
| Arremesso | Anatoly Pisarenko · União Soviética   | 237,5 kg | Senno Salzwedel · Alemanha Oriental | 237,5 kg | Tadeusz Rutkowski · Polónia                 | 232,5 kg |
| Total     | Anatoly Pisarenko · União Soviética   | 425,0 kg | Senno Salzwedel · Alemanha Oriental | 417,5 kg | Tadeusz Rutkowski · Polónia                 | 415,0 kg |

- — RECORDE MUNDIAL

## Quadro de medalhas
Quadro de medalhas no total combinado
| Ordem | País              | Medalha de ouro | Medalha de prata | Medalha de bronze | Total |
| ----- | ----------------- | --------------- | ---------------- | ----------------- | ----- |
| 1     | União Soviética   | 5               | 3                | 2                 | 10    |
| 2     | Bulgária          | 4               | 2                | 3                 | 9     |
| 3     | Alemanha Oriental | 1               | 2                | 0                 | 2     |
| 4     | Cuba              | 0               | 1                | 1                 | 2     |
| 4     | Tchecoslováquia   | 0               | 1                | 1                 | 2     |
| 4     | Polónia           | 0               | 1                | 1                 | 2     |
| 7     | França            | 0               | 0                | 1                 | 1     |
| 7     | Japão             | 0               | 0                | 1                 | 1     |
| Total | Total             | 10              | 10               | 10                | 30    |

Quadro de medalhas nos levantamentos + total combinado
| Ordem | País               | Medalha de ouro | Medalha de prata | Medalha de bronze | Total |
| ----- | ------------------ | --------------- | ---------------- | ----------------- | ----- |
| 1     | União Soviética    | 15              | 8                | 6                 | 29    |
| 2     | Bulgária           | 10              | 7                | 9                 | 26    |
| 3     | Alemanha Oriental  | 3               | 5                | 1                 | 9     |
| 4     | Cuba               | 1               | 2                | 2                 | 5     |
| 5     | França             | 1               | 0                | 1                 | 2     |
| 6     | Tchecoslováquia    | 0               | 4                | 3                 | 7     |
| 7     | Polónia            | 0               | 2                | 4                 | 6     |
| 8     | Hungria            | 0               | 1                | 0                 | 1     |
| 8     | Coreia do Norte    | 0               | 1                | 0                 | 1     |
| 10    | Japão              | 0               | 0                | 3                 | 3     |
| 11    | Alemanha Ocidental | 0               | 0                | 1                 | 1     |
| Total | Total              | 30              | 30               | 30                | 90    |